# 南豐科站
南豐科站（日语：／ Minami-Toyoshina eki */?）是位於長野縣安曇野市豐科，東日本旅客鐵道（JR東日本）的大糸線車站。車站編號是35。

## 歷史
- 1926年（大正15年）4月14日：信濃鐵道（日语：信濃鉄道）開設此站[2]。為旅客車站。
- 1937年（昭和12年）6月1日：信濃鐵道被國有化，成為大糸南線[4]。
- 1957年（昭和32年）8月15日：中土站至小瀧站之間開通，全線開通並改名為大糸線[2]。
- 1987年（昭和62年）4月1日：伴隨國鐵分割民營化，車站由東日本旅客鐵道（JR東日本）營運[5][6]。

## 車站構造

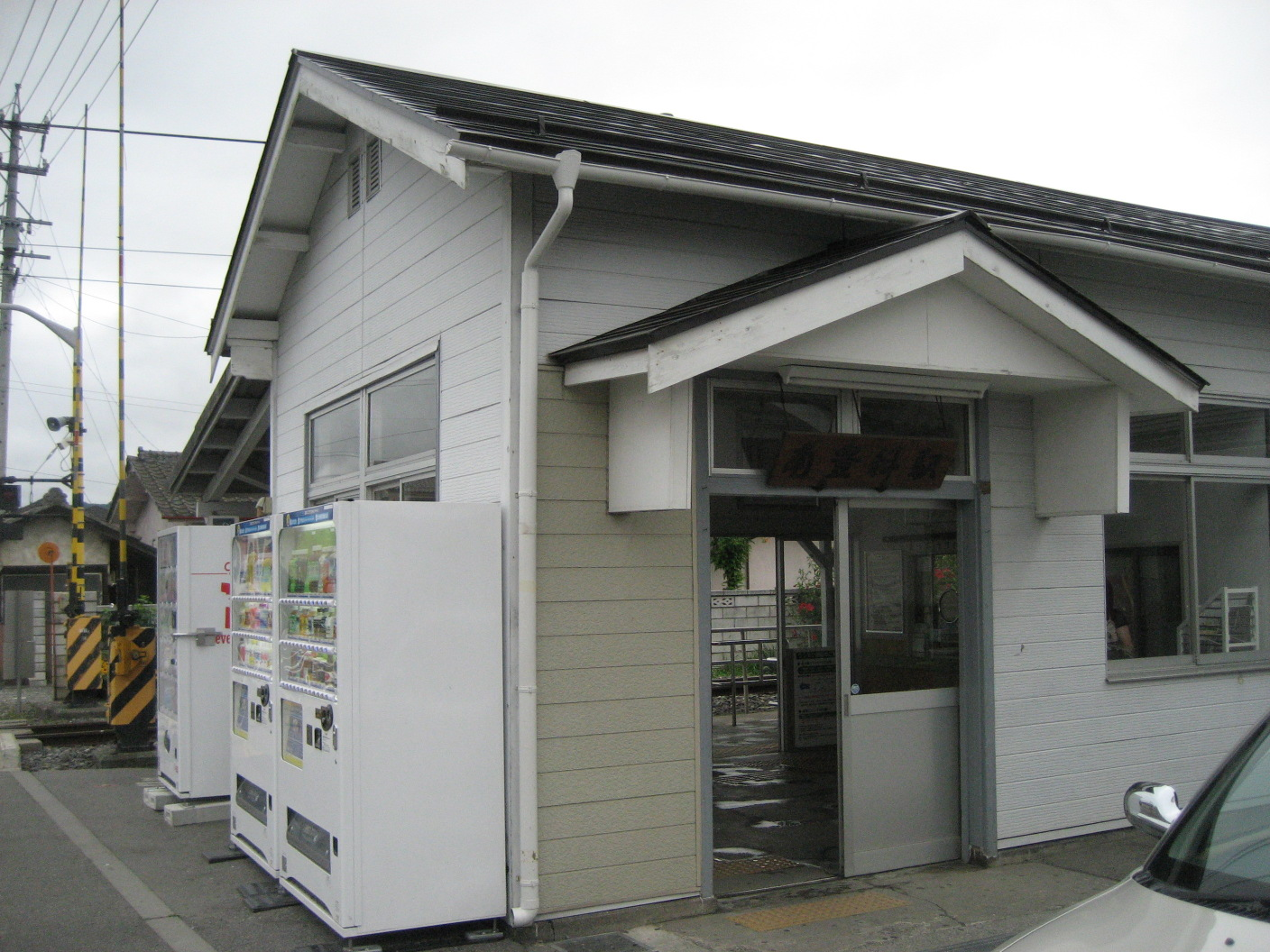
舊車站大樓

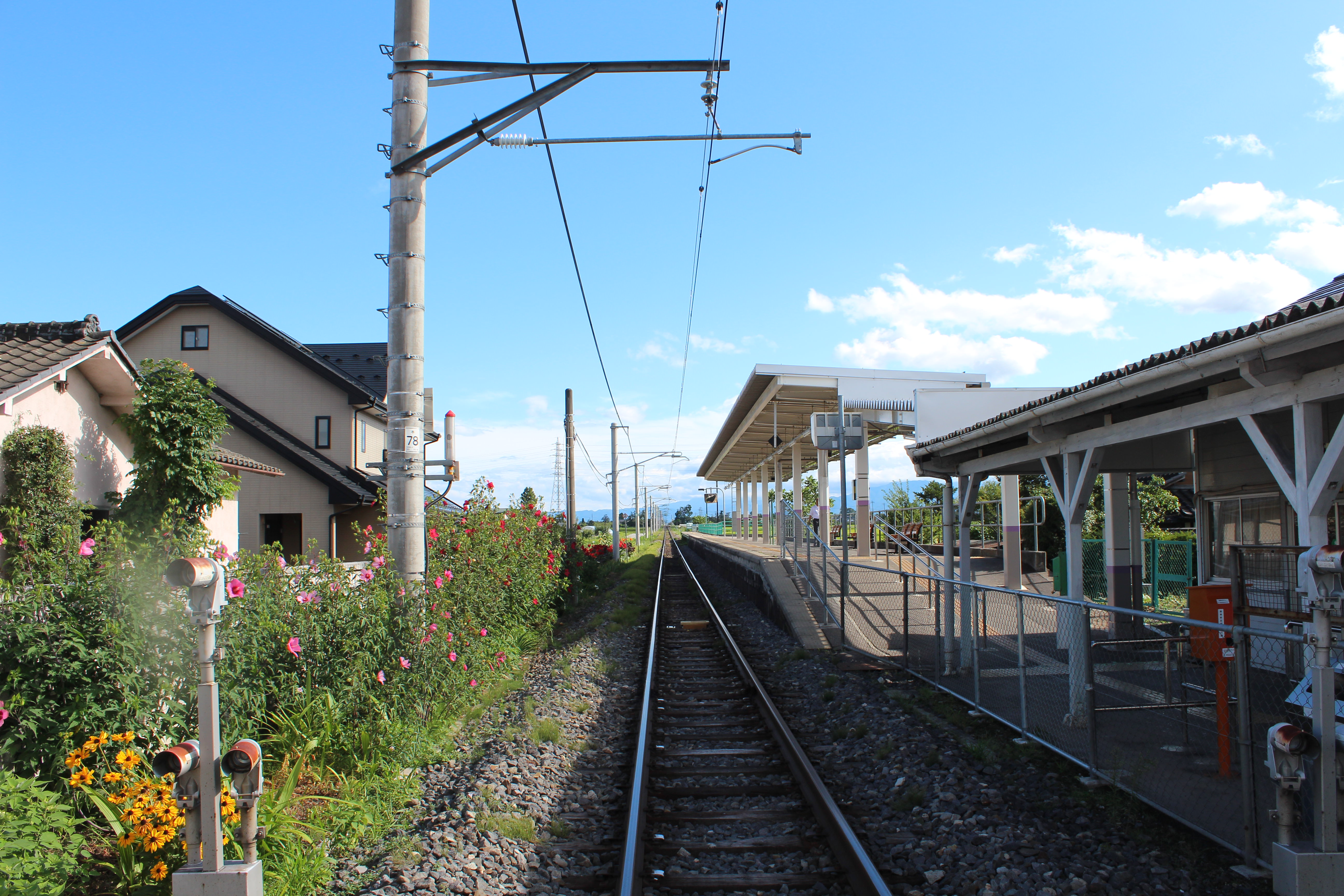
月台

車站是一座地面車站，設有1面1線單式月台，不可進行列車交會。
此站是由豐科站管理的簡易委託車站，委托長鐵開發負責車站業務。此站設有POS終端。在黃昏後和早上前均沒有車站職員當值。車站入口來往月台之間需經過車站大樓。

## 使用狀況
根據「JR東日本」資料，在2019年度（令和元年度）的1日平均乘車人次為912人。此站多數乘客是來自車站附近的長野縣豐科高等學校和長野縣南安曇農業高等學校學生。
以下為近年乘車人次變化：
| 乘車人次變化       | 乘車人次變化     | 乘車人次變化    |
| 年度               | 1日平均 乘車人次 | 參考資料        |
| ------------------ | ---------------- | --------------- |
| 2000年（平成12年） | 797              | [ 利用客数 2 ]  |
| 2001年（平成13年） | 826              | [ 利用客数 3 ]  |
| 2002年（平成14年） | 778              | [ 利用客数 4 ]  |
| 2003年（平成15年） | 777              | [ 利用客数 5 ]  |
| 2004年（平成16年） | 746              | [ 利用客数 6 ]  |
| 2005年（平成17年） | 766              | [ 利用客数 7 ]  |
| 2006年（平成18年） | 766              | [ 利用客数 8 ]  |
| 2007年（平成19年） | 764              | [ 利用客数 9 ]  |
| 2008年（平成20年） | 778              | [ 利用客数 10 ] |
| 2009年（平成21年） | 759              | [ 利用客数 11 ] |
| 2010年（平成22年） | 824              | [ 利用客数 12 ] |
| 2011年（平成23年） | 823              | [ 利用客数 13 ] |
| 2012年（平成24年） | 838              | [ 利用客数 14 ] |
| 2013年（平成25年） | 901              | [ 利用客数 15 ] |
| 2014年（平成26年） | 857              | [ 利用客数 16 ] |
| 2015年（平成27年） | 867              | [ 利用客数 17 ] |
| 2016年（平成28年） | 885              | [ 利用客数 18 ] |
| 2017年（平成29年） | 888              | [ 利用客数 19 ] |
| 2018年（平成30年） | 931              | [ 利用客数 20 ] |
| 2019年（令和元年） | 912              | [ 利用客数 1 ]  |

## 車站周邊
- 長野縣豐科高等學校（日语：長野県豊科高等学校）[1]
- 長野縣南安曇農業高等學校（日语：長野県南安曇農業高等学校）[1]
- 國道147號（日语：国道147号）
- 安曇野山彥大規模單車道（日语：長野県道441号穂高松本塩尻自転車道線）
- 日本FD株式會社
- 本村之神代文字碑（日语：本村の神代文字碑），日本最大的文字道祖神碑
- 本村公民館
- 大日堂

## 相鄰車站
東日本旅客鐵道（JR東日本）
■大糸線
□快速（只有上行1班）、■普通
中萱（36）－南豐科（35）－豐科（34）

## 注腳

### 使用狀況
1. 1 2  各駅の乗車人員（2019年度） （页面存档备份，存于）（日語） - 東日本旅客鐵道
2. ↑  各駅の乗車人員（2000年度） （页面存档备份，存于）（日語） - 東日本旅客鐵道
3. ↑  各駅の乗車人員（2001年度） （页面存档备份，存于）（日語） - 東日本旅客鐵道
4. ↑  各駅の乗車人員（2002年度） （页面存档备份，存于）（日語） - 東日本旅客鐵道
5. ↑  各駅の乗車人員（2003年度） （页面存档备份，存于）（日語） - 東日本旅客鐵道
6. ↑  各駅の乗車人員（2004年度） （页面存档备份，存于）（日語） - 東日本旅客鐵道
7. ↑  各駅の乗車人員（2005年度） （页面存档备份，存于）（日語） - 東日本旅客鐵道
8. ↑  各駅の乗車人員（2006年度） （页面存档备份，存于）（日語） - 東日本旅客鐵道
9. ↑  各駅の乗車人員（2007年度） （页面存档备份，存于）（日語） - 東日本旅客鐵道
10. ↑  各駅の乗車人員（2008年度） （页面存档备份，存于）（日語） - 東日本旅客鐵道
11. ↑  各駅の乗車人員（2009年度） （页面存档备份，存于）（日語） - 東日本旅客鐵道
12. ↑  各駅の乗車人員（2010年度） （页面存档备份，存于）（日語） - 東日本旅客鐵道
13. ↑  各駅の乗車人員（2011年度） （页面存档备份，存于）（日語） - 東日本旅客鐵道
14. ↑  各駅の乗車人員（2012年度） （页面存档备份，存于）（日語） - 東日本旅客鐵道
15. ↑  各駅の乗車人員（2013年度） （页面存档备份，存于）（日語） - 東日本旅客鐵道
16. ↑  各駅の乗車人員（2014年度） （页面存档备份，存于）（日語） - 東日本旅客鐵道
17. ↑  各駅の乗車人員（2015年度） （页面存档备份，存于）（日語） - 東日本旅客鐵道
18. ↑  各駅の乗車人員（2016年度） （页面存档备份，存于）（日語） - 東日本旅客鐵道
19. ↑  各駅の乗車人員（2017年度） （页面存档备份，存于）（日語） - 東日本旅客鐵道
20. ↑  各駅の乗車人員（2018年度） （页面存档备份，存于）（日語） - 東日本旅客鐵道

## 外部連結
- 車站資訊（南豐科）：東日本旅客鐵道（日語）